# Уолсингем, Фрэнсис
Сэр Фрэ́нсис Уо́лсингем (англ. Sir Francis Walsingham; ок. 1532 — 6 апреля 1590) — министр Елизаветы I, член Тайного совета, начальник разведки и контрразведки Англии.
Уолсингему принадлежит главная заслуга в раскрытии заговора Бабингтона и организации суда над Марией Стюарт. Для своего времени Уолсингем был гением шпионажа. Он организовал сложнейшую разветвлённую сеть агентов в Англии и Европе, получая таким образом богатейшую информацию обо всех текущих событиях.
Яростный противник католицизма, сэр Фрэнсис Уолсингем считался злейшим врагом Испании, и его смерть в 1590 году немало порадовала испанского монарха Филиппа II.

### Образ в кино
- Ричард Уорнер в фильме «Мария — королева Шотландии» (1971)
- Стивен Мюррэй (Stephen Murray) — в телесериале «Елизавета: Королева английская» (1971)
- Джеффри Раш в фильмах «Елизавета» (1998) и «Золотой век» (2007)
- Бен Дэниелс в фильме «Королева-девственница» (2005)
- Патрик Малахайд в фильме «Елизавета I» (2005)